# Monte Curi
El Monte Curi (o Gunung Curi) es el nombre que recibe una montaña en el distrito Manatuto, en el pequeño país asiático e insular de Timor Oriental. Es parte del Área Importante para Aves del Monte Curi y tiene una altitud de 1 332 m. 
Fue declarado así por BirdLife International que declaró la montaña con los bosques, campos y sabanas y terrazas que rodean un espacio especial para las aves. Al menos 14 llamadas de activación podrían ser detectados hasta ahora aquí. Se extiende a la costa en el norte, por el distrito de Dili hacia el oeste y el norte de laclo al sur y el este y tiene una superficie de 20.086 hectáreas. Desde 2000, la región es un santuario de vida silvestre. 